# 阪口哲也
阪口 哲也（さかぐち てつや、1992年8月31日 - ）は、大阪府岸和田市出身の元プロ野球選手（内野手・育成選手）、野球指導者。

## 経歴

### プロ入り前
小学校1年生より「貝塚リトル」で硬式野球を始め、土生中学校在学時には「岸和田ボーイズ」に所属。
市立和歌山高校では、1年の春季大会からベンチ入りし、高校通算20本塁打。甲子園出場経験はなし。川端慎吾は貝塚リトル時代から高校までの先輩に当たる。
2010年のドラフト会議にて阪神タイガースから育成1位指名を受け、11月10日に支度金200万円・年俸300万円で仮契約。

### プロ入り後
2011年、ウエスタン・リーグに30試合出場し、打率.125、本塁打0本の成績であった。
2012年、ウエスタン・リーグで46試合に出場し打率.238、4打点の成績で、前年より成績を向上させた。本職の二塁手の守備では1失策と安定していたものの、18試合で担当した遊撃手の守備においては6失策を数え、守備率.857と課題を残した。
2013年、ウエスタン・リーグで69試合に出場し、打率.277、13打点を記録した。守備位置は、遊撃手を中心に二塁手・三塁手・外野手としても起用された。遊撃手としては22試合に出場し3失策と前年よりは守備面では安定性を増した。同年シーズンをもって育成選手として3シーズン在籍したため、育成選手の規約に基づき、10月31日に自由契約公示されたが、11月11日、育成選手として再契約した。
2014年、10月1日に球団から戦力外通告を受け、10月31日に自由契約公示された。

### プロ退団後
2015年より、社会人野球のパナソニックに入社した。2018年シーズン途中に選手兼任で守備走塁コーチに就任し、この年限りで現役を引退。
2019年からは専任の守備走塁コーチ。2022年限りで退部し、以後は社業に専念している。

## 選手としての特徴
高校通算本塁打20本の強打に加えて俊足巧打が持ち味。本職は二塁手だが、遊撃手・三塁手も守る。

## 詳細情報

### 年度別打撃成績
- 一軍公式戦出場なし

### 背番号
- 122 （2011年 - 2014年）

### 登場曲
- ギフト - ET-KING